# V Менделеевский съезд
V Менделеевский съезд — встреча естествоиспытателей, химиков, физиков и учёных смежных дисциплин, посвящённая 100-летию А. М. Бутлерова; основная тематика затрагивала вопросы чистой и прикладной химии; съезд прошёл в Казани с 15 по 21 июня 1928 года. 

## Руководство, участники, доклады
Председатель съезда А. Е. Фаворский, товарищи председателя Н. С. Курнаков, И. А. Каблуков, В. Е. Тищенко и С. Н. Реформатский, секретари А. Н. Реформатский и А. М. Васильев.
- 15 июня съезд был открыт в выступлениями А. Е. Арбузова (председатель Оргкомитета от РФХО при содействии правления Главнаука и ВСНХ) — памятная речь о Д. И. Менделееве и А. М. Бтлерове, А. Е. Фаворского — «А. М. Бутлеров как глава школы русских химиков» и А. Е. Чичибабина — «Теория химического строения ви свете современных научных данных».
- 17 июня общее собрание съезда было открыто сообщением В. Е. Тищенко «А. М. Бутлеров и Д. И. Менделеев в их взаимной характеристике», с докладами выступили: П. И. Петренко-Критченко «О законе периодичности», Б. К. Климов «Задачи прикладной химии в области создания отечественного машиностроения»,. Д. Н. Прянишников «Химификация земледелия на Западе и возможность её у нас»;

В работе съезда участвовало три секции, состоявших из трёх подсекций:
- Секция общей химии — 8 заседаний, 107 докладов;
- Секция органической химии — 8 заседаний, 87 докладов;
- Секция прикладной химии — 8 заседаний, 16 докладов;
- Подсекция коллоидной химии — 6 заседаний, 36 докладов;
- Подсекция аналитической химии — 4 заседания, 23 доклада;
- Подсекция агрономической химии — 3 заседания, 27 докладов.

На секциях и подсекциях с докладами выступили: Г. А. Разуваев, П. И. Петренко-Критченко, Э. Д. Венус-Данилова, И. С. Яичников, П. Т. Данильченко, М. И. Равич, Е. В. Алексеевский, Б. П. Фёдоров, В. Н. Ипатьев, Г. С. Воздвиженский, А. Ф. Герасимов, А. Г. Книга, А. Е. Арбузов, Б. А. Арбузов, А. Е. Алеев, И. А. Рабинович, А. С. Фокин, Е. Н. Гапон, А. В. Думанскиий, Е. П. Струкова, А. С. Уржумский, А. И. Августинник, С. И. Дьячковский, В. К. Першке, Н. А. Прилежаев, О. Е. Звягинцев, И. Н. Плаксин, А. Е. Чичибабин и другие делегаты.
На трёх общих собраниях съезда к участникам обратились его руководители с семь речами, на одном общем собрании секций было представлено три доклада; было проведено 37 секционных заседаний с 396 докладами.
Лондонское химическое общество прислало участникам съезда адрес, в котором говорилось:
Мы, президиум, совет и члены Химического общества, шлём президенту и членам Менделеевского Комитета наши сердечные приветствия по случаю Пятого Менделеевского съезда в Казани, посвящённого памяти проф. А. М. Бутлерова.  
 Признавая выдающиеся и фундаментальные исследования А. М. Бутлерова в области органической химии, мы не можем не упомянуть его замечательные работы о третичных спиртах, пинаколине, триметилуксусной кислоте и особенно по непредельным углеводородам.  
 Будучи солидарны с нашими русским коллегам по науке и химиками всего мира, мы, по случаю столетия А. М. Бутлерова, благоговейно чтим его память.  
 Шлём наши сердечные поздравления и наши искренние пожелания успеха в проведении съезда в Казани.
К съезду было выпущено первое посмертное (9-е очередное) издание «Основ химии» Д. И. Менделеева. На съезде была образована Номенклатурная комиссия по неорганическим соединениям под председательством Н. С. Курнакова. Было принято решение о формировании научно-исследовательского химического института имени А. М. Бутлерова при Казанском университете.
В съезде приняло участие 1082 делегата, в том числе 727 из разных городов страны, слушалось 500 (406) докладов.